# Motilla del Azuer
La motilla del Azuer es un yacimiento prehistórico de la Edad del Bronce, situado en España, en el municipio castellano-manchego de Daimiel, en la provincia de Ciudad Real. Fue declarado bien de interés cultural en la categoría de zona arqueológica el 20 de junio de 2013. La publicación del acuerdo de aprobación se produjo el 3 de julio de 2013 en el Diario Oficial de Castilla-La Mancha.
Los yacimientos arqueológicos que se conocen con el topónimo de motillas representan uno de los tipos más singulares de asentamiento prehistórico de la península ibérica. Ocupan la región de La Mancha durante la Edad del Bronce entre el 2200 y el 1500 a. C. Se trata de montículos artificiales, de entre 4 a 10 m de altura, resultado de la destrucción de una fortificación de planta central con varias líneas amuralladas concéntricas. Su distribución en la llanura manchega, con equidistancias de 4 a 5 kilómetros, afecta a las vegas de los ríos y las zonas deprimidas donde hasta momentos recientes era frecuente la existencia de lagunas y áreas palustres. Las especiales características de este yacimiento, así como la monumentalidad de las estructuras de su fortificación, con muros de mampostería que conservan más de 8 metros de alzado, confieren al asentamiento del Azuer un carácter relevante dentro de la Edad del Bronce de la península ibérica.
Durante la Edad del Bronce estos asentamientos fortificados ejercieron una importante función de gestión y control de recursos económicos. En el interior de sus recintos fortificados se protegían recursos básicos como el agua, captada del nivel freático mediante un pozo, y se realizaba el almacenamiento y procesado de cereales a gran escala, la estabulación ocasional de ganado y la producción de cerámica y otros productos artesanales.

## Descripción
El montículo de la fortificación, con un diámetro de unos 40 m, está integrado por una torre, tres líneas concéntricas de murallas y un gran patio. Su núcleo central está formado por una torre de mampostería de planta cuadrada, cuyos paramentos este y oeste conservan una altura superior a los 10 m. A su interior se accede mediante rampas embutidas en estrechos pasillos.
Dentro del área fortificada se delimitan otros amplios espacios: un patio y dos grandes recintos separados por una línea de muralla intermedia. En el interior del patio, de planta trapezoidal, los habitantes del Azuer excavaron un 
pozo, que perforó la terraza aluvial hasta alcanzar el nivel freático y abastecía de agua al asentamiento. Esta estructura hidráulica se mantuvo en uso durante todo el periodo de ocupación del yacimiento y alcanza por el momento una profundidad de al menos 16 m.
El recinto intermedio ocupa la mitad occidental de la fortificación entre la muralla intermedia y el paramento exterior del pasillo que circunda la torre. La funcionalidad de este recinto experimentó variaciones durante las distintas fases de ocupación del yacimiento, utilizándose como zona de estabulación ocasional de ovejas, cabras y cerdos y especialmente como almacén de cereales (cebada y trigo), con la aparición de silos de planta rectangular con estructura de mampostería y barro, sistema que se sustituye por el almacenamiento en grandes vasijas y capachos de esparto en las fases de ocupación más recientes.

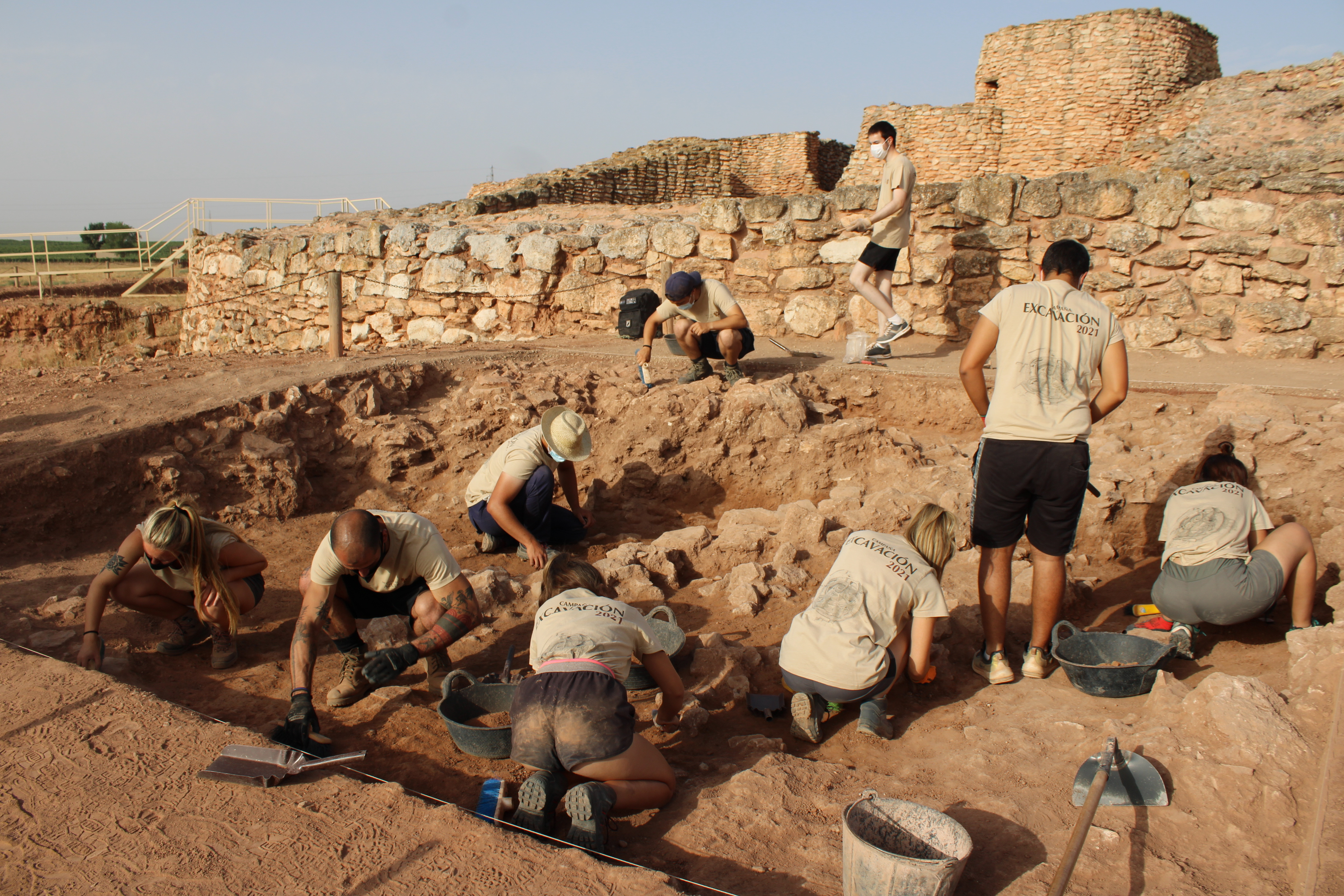
Trabajos arqueológicos en la Motilla del Azuer

Las líneas de muralla más externas presentan unas características constructivas de gran interés por el desplome que experimentan sus paramentos hacia el interior de la fortificación, lo que plantea una serie de interrogantes sobre los sistemas constructivos del yacimiento y la dinámica de los mismos. En el interior del recinto delimitado entre las murallas exterior e intermedia se fueron construyendo a lo largo de la ocupación del yacimiento numerosos hornos de planta circular u oval con zócalos de mampostería y cubierta abovedada de barro, así como silos rectangulares para el almacenamiento de cereal.

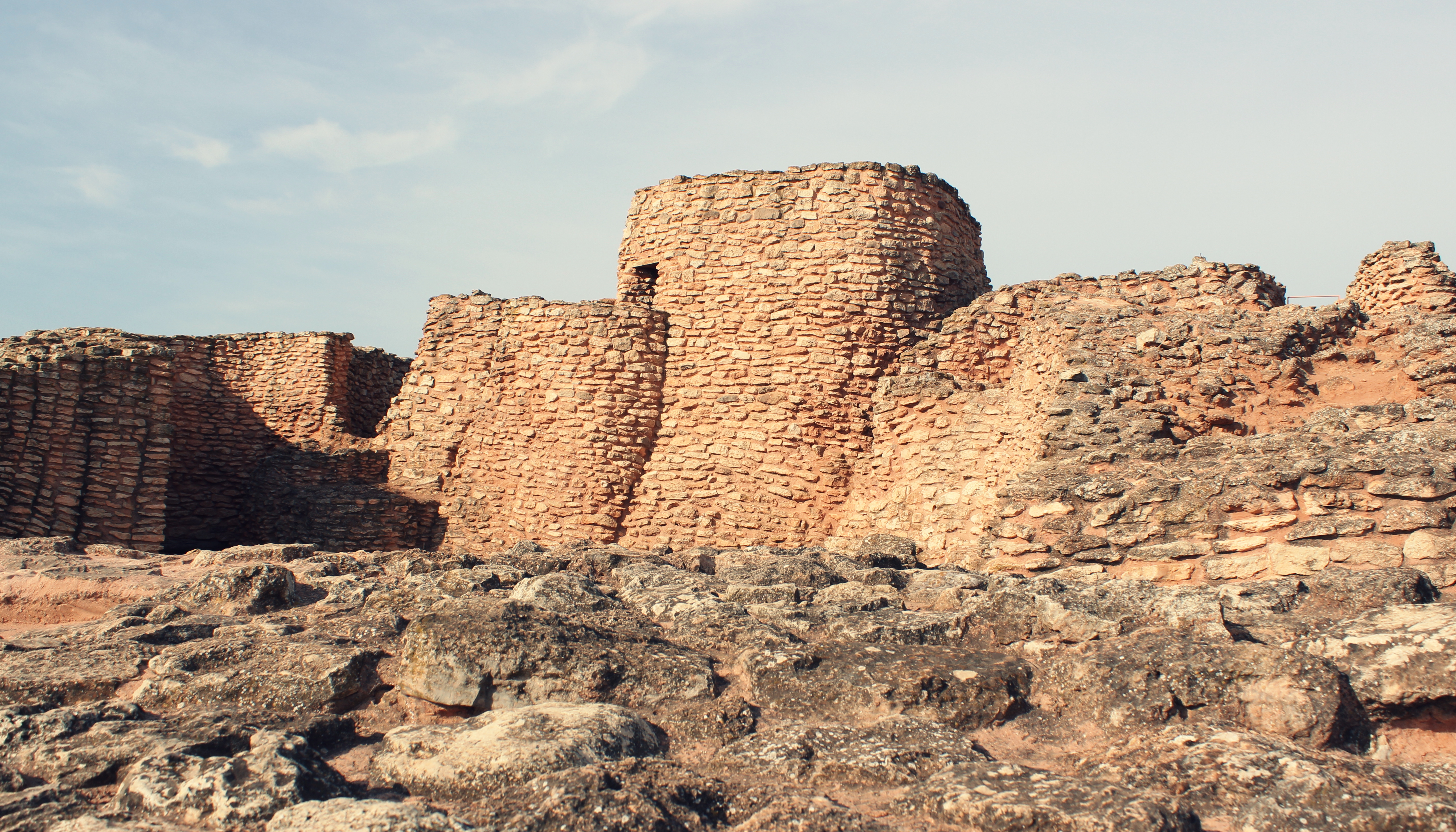
Vista del yacimiento

La línea de fortificación más externa, circular y concéntrica a los sistemas de fortificación interiores, ofrece en su última fase de construcción un paramento ciclópeo de bloques de caliza. El acceso al interior de la fortificación desde el área del poblado se realizaba a través de pasillos paralelos a las murallas. El hábitat se sitúa al exterior de la fortificación en un radio de unos 50 metros. Las viviendas ofrecen planta oval o rectangular, con zócalos de mampostería y alzados de barro con postes embutidos. Asociadas a las casas se documentan grandes áreas abiertas dedicadas a actividades de almacenamiento y a trabajos de producción, en las que se localizan una alta concentración de fosas y restos de hogares u hornos, así como áreas destinadas a basureros.
La distribución de la necrópolis de la Motilla del Azuer coincide con el área del poblado, siguiendo un patrón corriente en la mayoría de las culturas de la Edad del Bronce peninsular. Los difuntos se inhumaban en posición encogida, dentro de fosas simples o en fosas revestidas por muretes de mampostería o lajas hincadas, que a veces se adosan a los muros de las casas o a los paramentos exteriores de la fortificación. Algunos niños se enterraron en el interior de vasijas. Los ajuares son escasos y poco representativos, salvo en casos excepcionales de individuos adultos enterrados con vasos de cerámica, un puñal de remaches de cobre arsenicado y un punzón de este mismo metal.